# Sericanthe andongensis
Sericanthe andongensis är en måreväxtart som först beskrevs av William Philip Hiern, och fick sitt nu gällande namn av Elmar Robbrecht. Sericanthe andongensis ingår i släktet Sericanthe och familjen måreväxter.

## Underarter
Arten delas in i följande underarter:
- S. a. engleri
- S. a. andongensis
- S. a. mollis